# دل برات
دل برات (بالإنجليزية: Del Pratt) هو لاعب كرة قدم أمريكية أمريكي، ولد في 10 يناير 1888 في والهالا في الولايات المتحدة، وتوفي في 30 سبتمبر 1977 في تكساس سيتي في الولايات المتحدة.

## وصلات خارجية
- دل برات على موقعبيزبول رفرنس.كوم (الدوري الرئيسي) (الإنجليزية)